# 文萃
《文萃》是1984年10月5日由湖南日报社创办的报纸，为湖南省重要报刊之一。

## 影响
湖南省委宣传部将《文萃报》列为2010年“全省首家发行过百万工程报刊”。
中国邮政集团公司2011年正式将《文萃报》列为“中国邮政重点发行畅销报刊”。

## 评价
“湖南省十佳报纸”。